# Electromagnetic Aircraft Launch System
Electromagnetic Aircraft Launch System (EMALS), et nyt katapultsystem, som er under udvikling af den amerikanske flåde, til acceleration af fly fra hangarskibsdæk. Systemet er elektromagnetisk drevet til forskel til nu anvendte katapultsystemer, som er dampdrevne.
Systemet bliver installeret i den nye serie af amerikanske hangarskibe i Gerald R. Ford-klassen (CVN-21), hvor det første hangarskib med navnet USS Gerald R. Ford blev indsat i 2017. Første brug af  Electromagnetic Aircraft Launch System fandt sted den 28. juli 2017, da en Super Hornet blev opsendt med systemet.
Fordelene ved systemet i forhold til opsendelse ved hjælp af damp er, at systemet kræver mindre vedligeholdelse og mindre rørføring. Ved opsendelse med damp overføres kraften primært ved udløsningen af dampen, hvilken medfører et stort pres på det opsendte flys ramme og skrog, hvorimod der ved opsendelse ved hjælp af elektromagnetisme kan ske en linær kraftpåvirkning, hvilket giver en langt mere jævn kraftpåvirkning af flyet. Tilsvarende indebærer vanddampen en forøget korrosion af selve systemet og dets omgivelser (inklusive flyet), hvilket også undgås ved elektromagnetisk kraftoverførsel. 

## Systemer
EMALs er sammensat af fire undersystemer kort beskrevet:

### Lineær induktions-motor (LIM)
LIM er udviklet som en integreret enhed af flyvedækket, sammenbygget med katapulten.

### Omformere
Vekselstrøm tages fra fartøjets hovedforsyning som omformes til jævnstrøm.

### Hovedforsyning
Traditionelle vekselstrømsgeneratorer.

### Kontrolsystem
Styring af el-tilførslen til LIM samt alle relevante parametre.